# Jag tror visst att Jesus bryr sej om mej
Jag tror visst att Jesus bryr sej om mej är en psalm med text och musik skriven 1971 av Gun-Britt Holgersson.

## Publicerad i
- Segertoner 1988 som nr 632 under rubriken "Tillsammans i världen - Tillsammans med barnen".[1]